# شاذروان

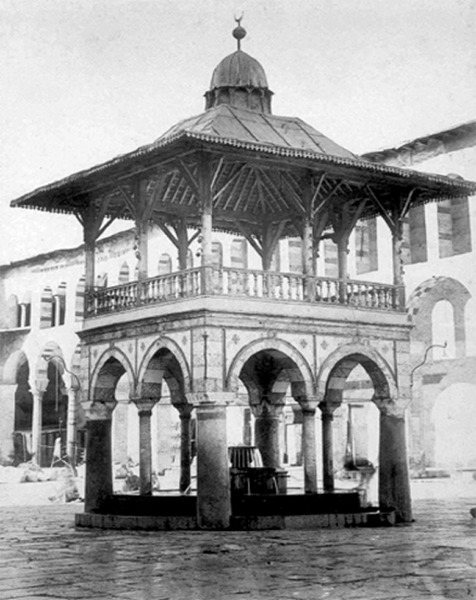
شاذروان للوضوء في الجامع الأموي بدمشق.

الشاذروان أو الشادروان، آلة لفصل مياه الأنهار عند التحويل، وهي ألواح خشبية توضع خلفها أعمدة لتثبيتها، فيرتفع مستوى الماء في النهر لتسقي الأماكن المرتفعة.
ويعرفه المستشرق لين بأنه «فسقية أو نافورة ماء ذات قطع من الزجاج أو أجراس زجاج التي إذا حركها الماء صدر عنها صليل ورنين».